# Woodcliff (North Bergen)
Woodcliff es un barrio en el noreste de North Bergen, en el estado de Nueva Jersey (Estados Unidos).  El centro del área es un gran parque del condado de Hudson conocido como North Hudson Park, que se refiere al nombre colectivo de los municipios en la parte norte del condado, y lleva el nombre oficial de James J. Braddock, un boxeador estadounidense que residía en el municipio.
La sección en forma de búmeran al norte del parque está bordeada por las ciudades del sureste del condado de Bergen de Cliffside Park y Fairview, se caracteriza por un complejo de apartamentos con jardín llamado Woodcliff Gardens. El vecindario al sur del parque está bordeado por el Bulevar Este y la Avenida Bergenline, frente a la cual se encuentra la Biblioteca Pública de North Bergen y la Sección Racetrack. Su frontera sur se comparte con el municipio de Guttenberg. La vivienda de alta densidad incluye viviendas unifamiliares y multifamiliares, así como edificios de apartamentos de poca y de gran altura.
La sección fue desarrollada a principios del siglo XX por Woodcliff Land Improvement Company, organizada por Hamilton V. Meeks en 1891. A veces todavía se le llama Hudson Heights. Ubicado en lo alto de Hudson Palisades, gran parte de Woodcliff tiene vista al río Hudson y los vecindarios a lo largo de sus orillas, Shadyside y Bulls Ferry, a los que está conectado por un camino de la época colonial a lo largo del acantilado. La planta de tratamiento de Woodcliff está ubicada al pie de la escarpa.
Woodcliff cuenta con el servicio de autobuses locales y con destino a Manhattan de New Jersey Transit, así como numerosos carritos privados, camionetas de dólar y minibuses que se originan en la intersección Nungesser.